# БФК Динамо (Берлин)
Берлински футболен клуб Динамо (на немски: Berliner Fussball Club Dynamo), по-известен като Динамо (Берлин), е германски футболен отбор от Берлин. Отборът е рекордьор по спечелени титли в първенството на ГДР – 10, при това поредни.

## История
БФК Динамо (Берлин) е основан на 15 януари 1966 г., когато футболната секция на Спортен Клуб Динамо (Берлин) се отделя като самостоятелен футболен отбор. Почетен президент на Динамо е Ерих Милке, министър на държавната сигурност на ГДР в периода 1957 – 1989 г., един от шефовете в ЩАЗИ, като заради тази подкрепа Динамо се определя като милиционерски отбор. Според мнозина успехите на отбора се дължат именно на тази подкрепа и някои будещи съмнение съдийски отсъждания (най-коментираното от които е отсъдената дузпа за Динамо срещу Локомотив (Лайпциг) в 94-тата минута през 1986 г.), защото идеята зад този клуб е той да бъде визитната картичка на източногерманския клубен футбол. Не може обаче да се отрече, че успехите донякъде се дължат и на перфектното развитие на млади таланти. След падането на Берлинската стена отборът потъва в забвение, за което допринасят прекратяването на политическата подкрепа, изземването на инфраструктурата и напускането на много от основните футболисти. Преди последния сезон в Оберлигата на ГДР през 1990/91 отборът се преименува на ФК Берлин, а през 1999 г. старото име е възстановено.

## Успехи
- Оберлига на ГДР
  - Шампион: 1979, 1980, 1981, 1982, 1983, 1984, 1985, 1986, 1987, 1988
  - Вицешампион: 1960, 1972, 1976, 1989
- Купа на ГДР
  - Носител: 1959, 1988, 1989
  - Финалист: 1962, 1971, 1979, 1982, 1984, 1985
- Суперкупа на ГДР
  - Носител: 1989
- Първенство на Берлин
  - Шампион: 2004, 2011
- Купа на Берлин
  - Носител: 1999
- КНК
  - Полуфиналист: 1972
- КЕШ
  - Четвъртфиналист: 1980, 1984

## Галерия
- Рот-Вайс (Ерфурт) – Динамо (Берлин) 1:3, 1976 г.
- Шампион на ГДР, 1979 г.
- Динамо (Берлин) – Хамбургер ШФ, 1:1, КЕШ 1982 г.
- Шампион на ГДР, 1984 г.
- Андреас Том, футболист на годината, 1988 г.
- Томас Дол вкарва гол от дузпа, Динамо (Берлин) – Висмут (Ауе) 2:1, 1989 г.
- Бернд Шулц (л.) и Франк Роде, Унион (Берлин) – Динамо (Берлин) 2:3, 1989 г.
- Суперкупа на ГДР, Динамо (Дрезден) – Динамо (Берлин) 1:4, 1989 г.

## Известни бивши футболисти
- Андреас Том
- Бернд Шулц
- Бодо Рудвалайт
- Валдемар Ксиенчук
- Волф-Рюдигер Нец
- Гюнтер Шрьотер
- Кристиан Бакс
- Луц Айгендорф
- Райнер Ернст
- Райнхард Лаук
- Томас Дол
- Фалко Гьоц
- Франк Роде
- Франк Терлецке
- Ханс-Юрген Ридигер

## Български футболисти
- Илия Вълов: 1991 - (10 мача - 0 гола)